# Ma’alot-Tarszicha
Ma’alot-Tarszicha (hebr. מעלות-תרשיחא; arab. معالوت ترشيحا; ang. Ma’alot-Tarshiha) – miasto położone w Dystrykcie Północnym w Izraelu. Miasto powstało w 1963 roku w wyniku połączenia arabskiej wioski Tarszicha z żydowską osadą Ma’alot. Ze względu na swoje piękne położenie jest nazywane „Szwajcarią Galilei”.

## Położenie
Miasto jest położone na wysokości 523 metrów n.p.m. w zachodniej części Górnej Galilei, na północy Izraela. Osiedla mieszkaniowe miasta rozciągają się na pięciu wzgórzach zlokalizowanych na południe od głębokiego wadi strumienia Keziw. Wzdłuż wschodniej granicy miasta płynie strumień Peki’in, który na północy wpada do strumienia Keziw. Na strumieniu Peki’in znajduje się zbiornik retencyjny Agam HaMonfort. Teren jest mocno pofałdowany. W północno-wschodniej części miasta znajduje się wzgórze Har Rakafot (591 m n.p.m.), a na południu wzgórza Har Mejchal (612 m n.p.m.) i Har Me’ona (615 m n.p.m.). W jego otoczeniu znajdują się miejscowości Mi’ilja, Fassuta, Churfeisz, Kefar Weradim, moszawy Me’ona, Elkosz, Curi’el, Chosen i En Ja’akow, kibuc Jechi’am, oraz wieś komunalna Abbirim.

### Podział administracyjny
Ma’alot-Tarszicha jest położone w Poddystrykcie Akki, w Dystrykcie Północnym.

## Demografia
Zgodnie z danymi Izraelskiego Centrum Danych Statystycznych w 2011 roku w mieście żyło ponad 21 tys. mieszkańców, z czego 70,2% Żydzi, 9,3% Arabowie chrześcijanie, 8,7% Arabowie muzułmanie i 0,3% Druzowie. W 2010 roku wskaźnik wzrostu populacji wyniósł 0,5%. Średnie miesięczne wynagrodzenie w 2009 roku wynosiło 5712 ILS (średnia krajowa 7070 ILS).
| Wiek (w latach) | Procent populacji w % |
| --------------- | --------------------- |
| 0 – 4           | 8,1                   |
| 5 – 9           | 7,7                   |
| 10 – 14         | 7,7                   |
| 15 – 19         | 7,6                   |
| 20 – 29         | 15,3                  |
| 30 – 44         | 19,4                  |
| 45 – 59         | 18,7                  |
| 60 – 64         | 4,7                   |
| 65 –            | 10,8                  |

Źródło danych: Central Bureau of Statistics.

## Historia
Pierwotnie w miejscu tym istniała kananejska wieś Haki, sięgająca historią swojego istnienia III wieku p.n.e. Podczas prac archeologicznych wykopano krzyż i kawałek szkła z wygrawerowaną menorą, pochodzące z IV wieku. Źródła historyczne z czasów wypraw krzyżowych wspominają o istnieniu osady nazywanej Terschia, czasami Torsia lub Tersigha. W tym rejonie doszło do kilku starć pomiędzy krzyżowcami a Arabami. Pod panowaniem osmańskim wieś Tarszicha była administracyjną stolicą dla rejonu Górnej Galilei położonego między Safedem a Akką. W 1596 we wsi mieszkało 585 mieszkańców, którzy płacili podatki z hodowli pszenicy, jęczmienia, oliwek i owoców. W okresie Brytyjskiego Mandatu Palestyny jej znaczenie mocno podupadło. Wieś była znana głównie z dużej ilości rzemieślników - kowali, ślusarzy i innych. Podczas arabskiego powstania w Palestynie (1936–1939) granicę z Libanem przekroczyły uzbrojone oddziały arabskich ochotników, które operowały w rejonie Tarszichy. Przyjęta 29 listopada 1947 roku Rezolucja Zgromadzenia Ogólnego ONZ nr 181 przyznała obszar wioski Tarszicha państwu arabskiemu. Podczas wojny domowej w Palestynie w 1948 roku w rejonie tym stacjonowały siły Arabskiej Armii Wyzwoleńczej dowodzonej przez Fauziego al-Kawukdżiego. Podczas I wojny izraelsko-arabskiej wojska izraelskie przeprowadziły pod koniec października 1948 roku operację Hiram. W jej trakcie wyparto arabskie siły do Libanu. Wioska Tarszicha została zajęta 30 października. Wysiedlono wówczas jej mieszkańców (uciekli do Libanu), a wiele domów wyburzono.

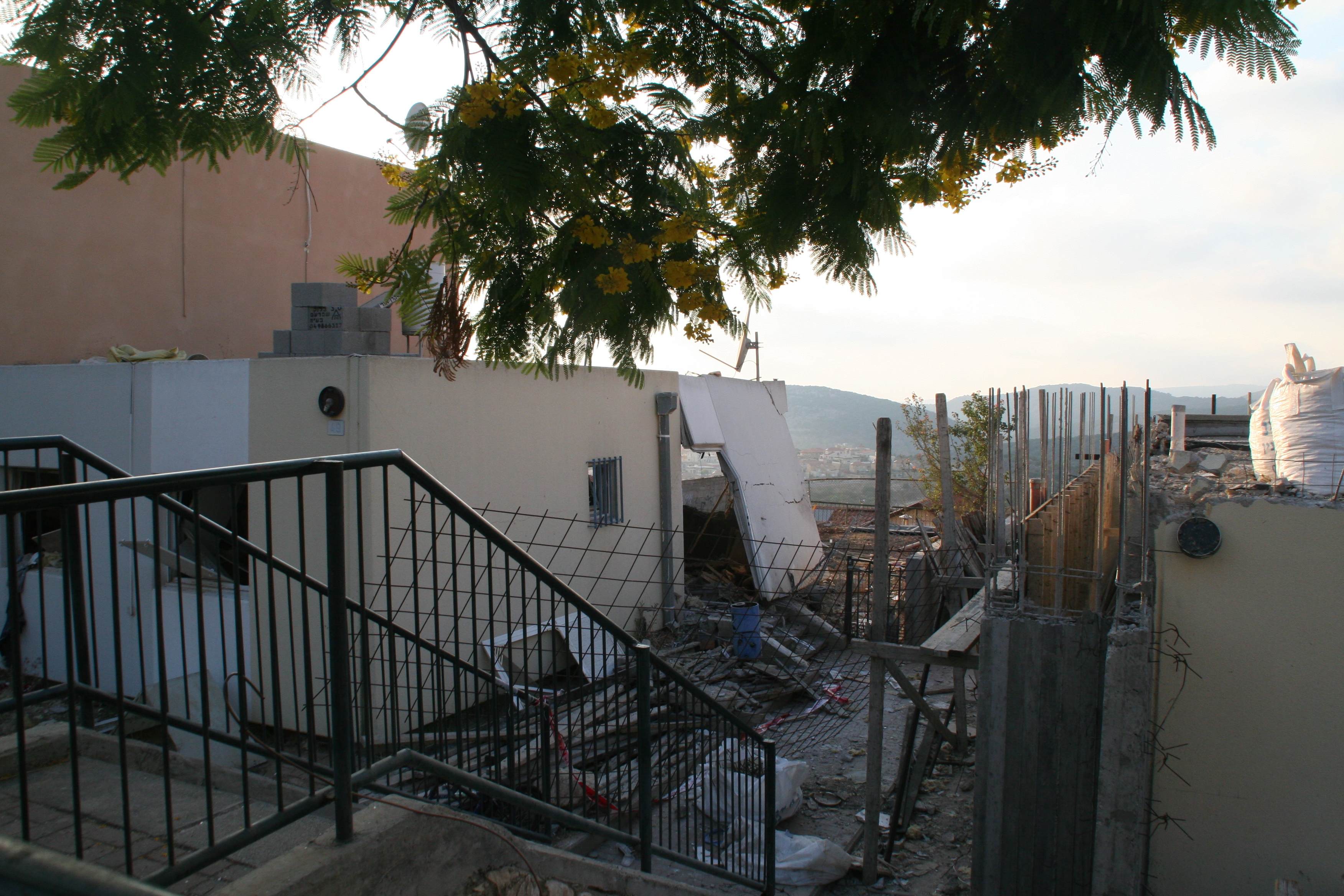
Zniszczenia po ostrzale rakietowym Hezbollahu w 2006 r.

Pierwsi żydowscy osadnicy zostali wysłani w ten rejon pod koniec 1948 lub na początku 1949 roku. Było to około stu rodzin imigrantów z Rumunii. Początkowo zamieszkali oni w opuszczonych domach wioski Tarszicha, ale bardzo szybko połowa z nich przeniosła się bardziej na północny zachód i założyła moszaw Me’ona. Pozostali zwrócili się w 1950 roku z prośbą do władz, aby umożliwić im założenie nowej osady położonej na północ od Tarszicha. Miało ono nazywać się Ma’alot, jednak brak środków finansowych uniemożliwił realizację tych planów. Osada Ma’alot znalazła się jednak w planie rozwoju osadnictwa żydowskiego. Tymczasem władze izraelskie poszukiwały sposobu rozwiązania problemu licznych uchodźców ze zniszczonych arabskich wiosek w Galilei. Podjęto więc decyzję o odtworzeniu arabskiej wioski Tarszicha, do której zaczęto przesiedlać uchodźców. We wsi tej mieszkała społeczność arabska oraz nieliczni Żydzi. W połowie lat 50. XX wieku władze izraelskie postanowiły wzmocnić osadnictwo żydowskie i poprawić wskaźnik żydowskiej demografii w Górnej Galilei, gdzie istniały duże nieprzerwane bloki arabskich osiedli. W tym celu, w dniu 3 lipca 1957 roku utworzono żydowską osadę Ma’alot. Zamieszkało w niej 120 rodzin imigrantów z Rumunii, Iraku i Maroka. Pierwsze domy wybudowano na wzgórzu Har Rakafot (pol. Wzgórze Fiołków; znany po arabsku jako Bab Al-Hauwa, Brama Wiatrów). Według planów budowlanych, osada miała być przeznaczona dla 450 rodzin. Budowę tych pierwszych domów ukończono do końca 1957 roku. Obie osady - Ma’alot i Tarszicha - należały do Samorządu Regionu Ma’ale Josef, który starał się promować i rozwijać lokalne społeczności. W czerwcu 1960 roku Ministerstwo Spraw Wewnętrznych podjęło decyzję o przyznaniu obu osadom statusów samorządu lokalnego. Decyzja ta nie została jednak wdrożona, a zamiast tego w dniu 4 października 1962 roku postanowiono połączyć obie osady w jedną miejscowość o nazwie Ma’alot-Tarszicha. Oficjalna uroczystość połączenia obu osad i nadanie statusu samorządu lokalnego odbyła się 16 maja 1963 roku. Był to wyjątkowy przypadek dobrowolnej integracji Żydów i Arabów, pragnących mieszkać w jednej miejscowości. W momencie połączenia w Ma’alot mieszkało 520 rodzin żydowskich (w większości imigrantów z Afryki Północnej), a w Tarszicha mieszkało około 200 rodzin arabskich i 61 rodzin żydowskich. W skład pierwszej lokalnej rady weszło 15 członków, z których 5 było Arabami. W 1965 roku w Ma’alot wybudowano główne centrum miejskie, w którym znalazło się 21 sklepów, bank, kawiarnia i kino. Tym samym centrum nowej miejscowości zlokalizowano w żydowskim Ma’alot.
W dniu 15 maja 1974 roku terroryści z Demokratycznego Frontu Wyzwolenia Palestyny zaatakowali szkołę w Ma’alot. W masakrze w Ma’alot zginęły 23 osoby (plus 3 terrorystów), a rannych zostało 68 osób. Wydarzenie to wstrząsnęło całym krajem i doprowadziło do utworzenia specjalnych oddziałów antyterrorystycznych policji Jamam. W 1975 roku rozpoczęto budowę nowych osiedli mieszkaniowych Ma’alot, które zajęły kolejne wzgórza od północy i północnego wschodu Tarszichy. W latach 90. XX wieku w miejscowości osiedliło się wielu żydowskich imigrantów z krajów byłego ZSRR. W dniu 21 listopada 1995 roku Ma’alot-Tarszicha otrzymała prawa miejskie. Podczas II wojny libańskiej w 2006 roku na miasto spadły liczne rakiety wystrzeliwane przez organizację terrorystyczną Hezbollah z terytorium południowego Libanu. Ogółem na miasto i jego okolicę spadło prawie 300 rakiet Katiusza, powodując śmierć 3 osób, zranienie co najmniej 29 osób. Wybuchy rakiet uszkodziły liczne domy, zakład przemysłowy, fermy, uprawy rolne i na pewien czas odcięły dostawy energii elektrycznej.

## Symbole

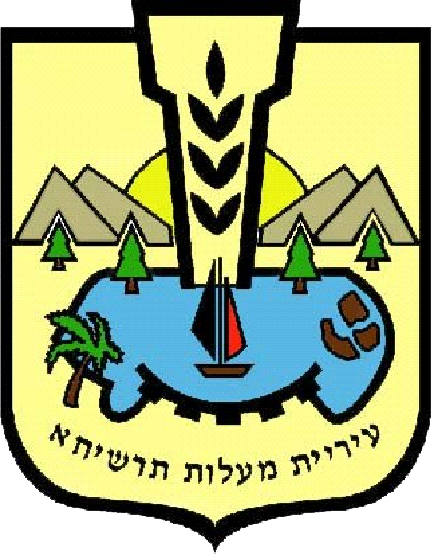
Herb Ma’alot-Tarszicha

Głównym elementem herbu jest widoczne pośrodku sztuczne jezioro Agam HaMonfort, położone na wschód od Ma’alot-Tarszicha. Jest to największa atrakcja turystyczna miasta. W tle widoczne są góry, przedstawiające geograficzne położenie miasta wśród gór Galilei. Rosnące wokół jeziora drzewa wskazują na rosnącą w okolicy roślinność. Wschodzące zza gór słońce symbolizuje nadzieję na wzrost i rozbudowę miasta. Powyżej jeziora widoczny jest kłos zboża reprezentujący rozwój rolnictwa, natomiast dolna krawędź jeziora jest przedstawiona jako element koła zębatego, co reprezentuje rozwój lokalnego przemysłu. Poniżej widnieje nazwa miasta w języku hebrajskim. Brak oficjalnej flagi miasta. Używane są flagi w kolorach białym, niebieskim, żółtym i czerwonym. Pośrodku flagi widnieje herb miasta.

## Polityka

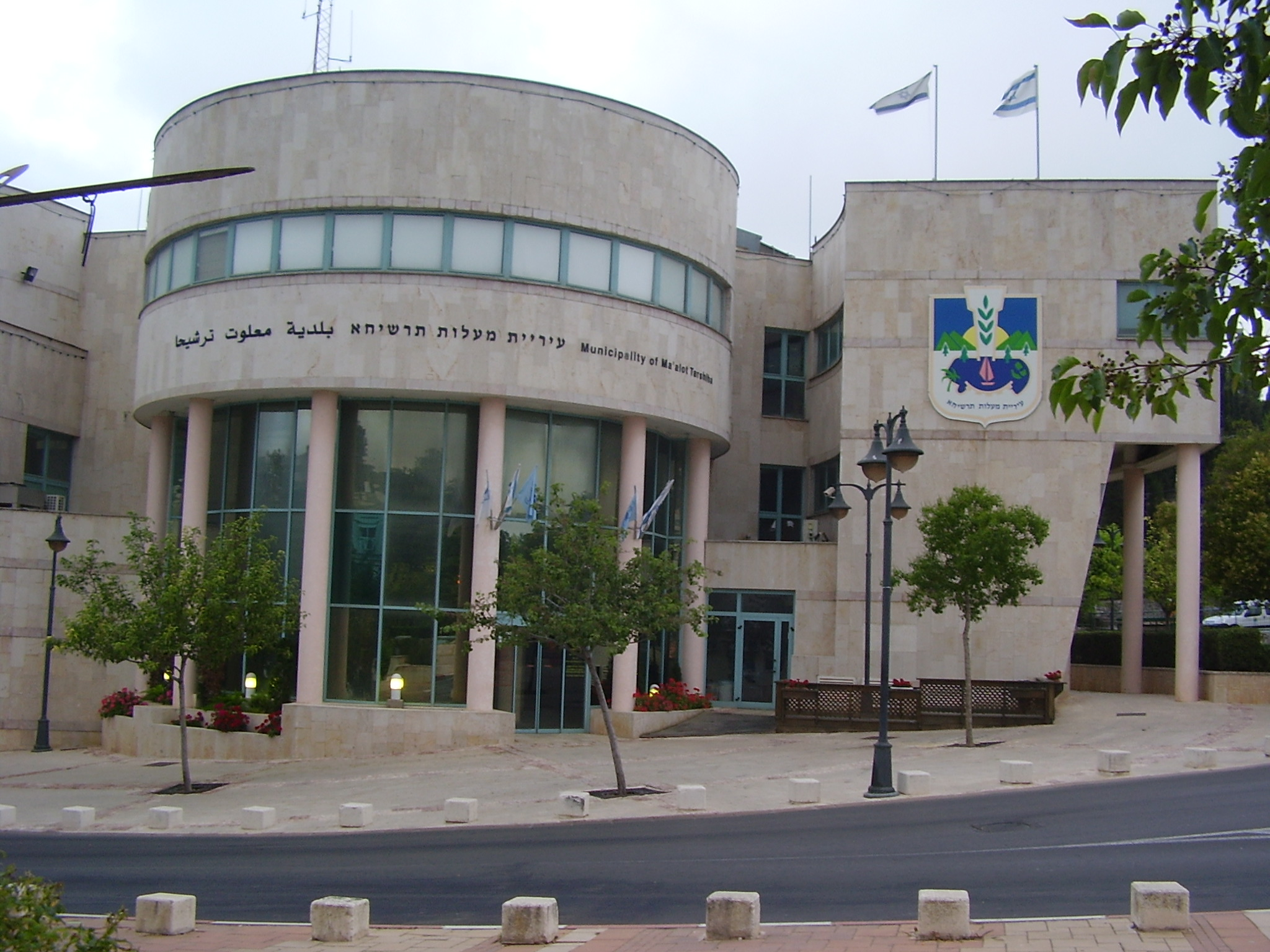
Urząd miejski w Ma’alot-Tarszicha

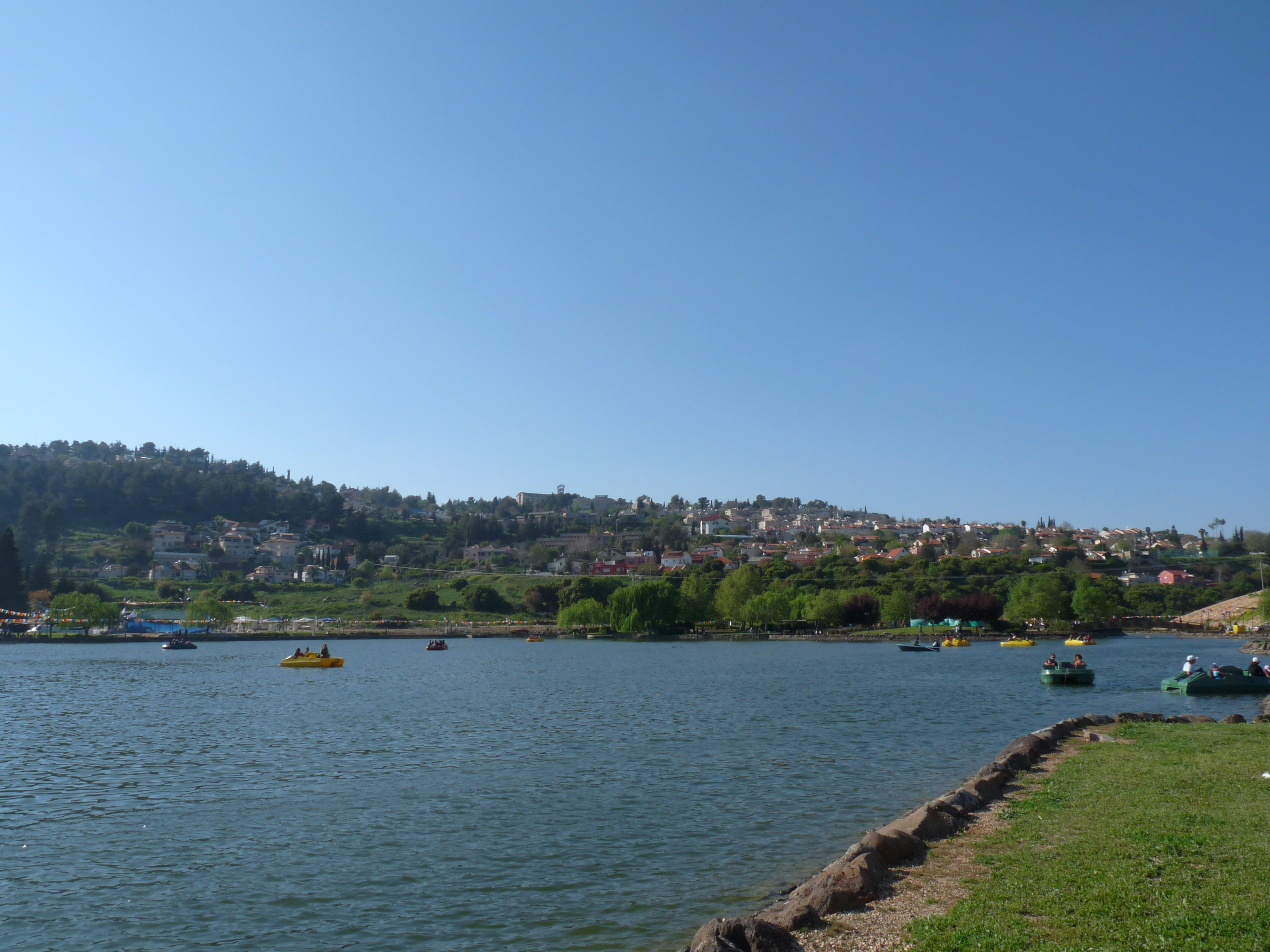
Jezioro Ha-Monfort

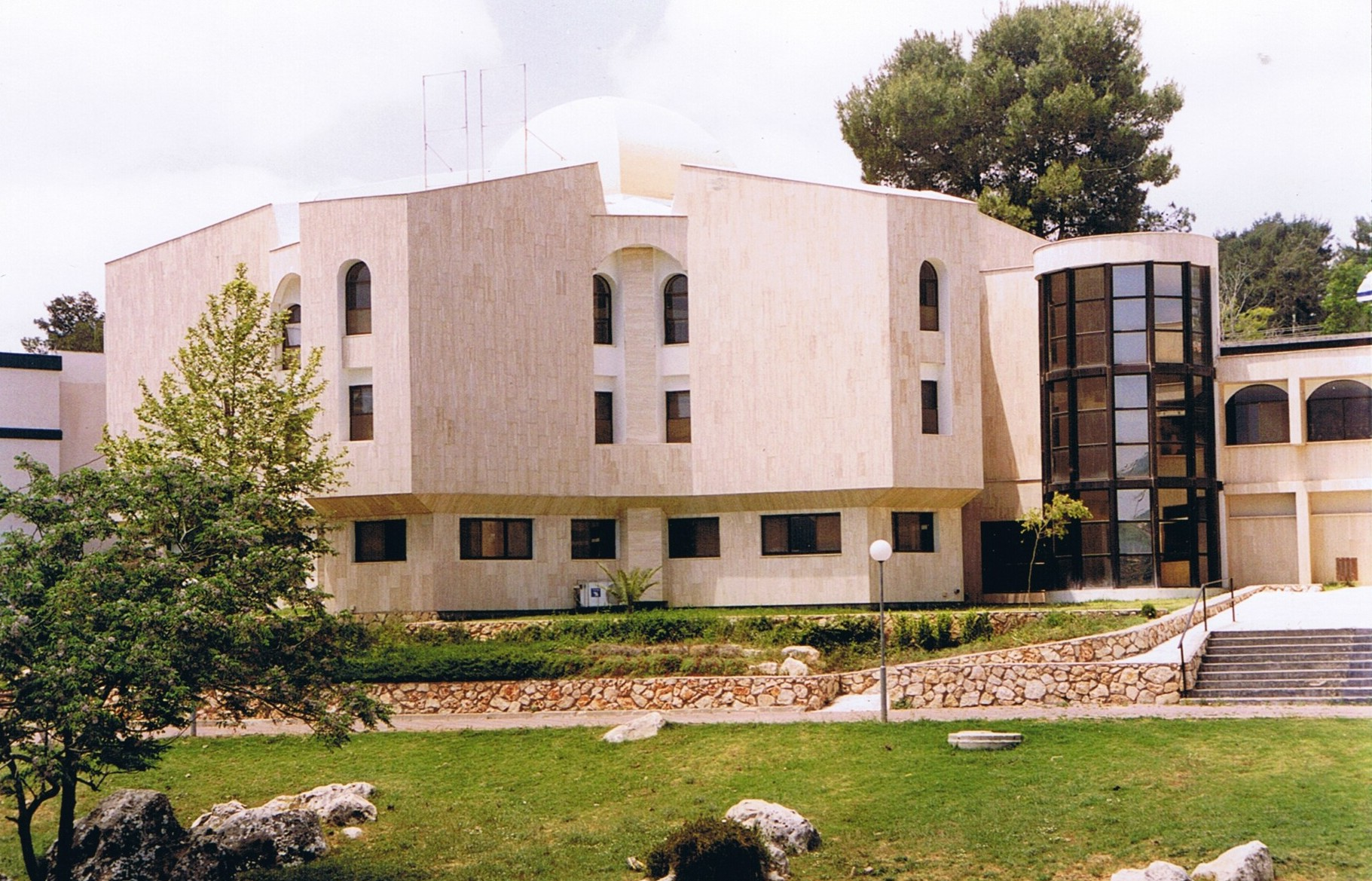
Jesziwa Ma’alot

Burmistrzem miasta jest Szlomo Bukhbut.

### Współpraca międzynarodowa
Ma’alot-Tarszicha ma zawarte umowy partnerskie z następującymi miastami:
| - Perpignan, Francja - Ramat Gan, Izrael - Krómlov, Czechy Birobidżan, Rosja - Allentown, Stany Zjednoczone | - Harrisburg, Stany Zjednoczone - Asti, Włochy - Pratovecchio, Włochy |

## Architektura
Jest to młode miasto charakteryzujące się nowoczesną architekturą. Wśród wzgórz położone są osiedla mieszkaniowe: Savjonim, Giwat Ha-Rakafot, Keren HaJesod, Ma'ale Hasson, Ha-Weradim, Ha-Riszonim, HaRav Kuk, Ben Gurion, HaSigalijot, Kohen, Dado, Hailanot, Jefe Nof i Tarszicha. Zabudowa jest wkomponowana w okoliczny krajobraz, z zachowaniem terenów zielonych. W mieście znajdują się liczne parki i ogrody: Icchaka Rabina, Wodny Park, Eli Cohen Park, Alon Tola Park, Jakinton Park, HaNoflim, HaHorsza Park, HaSfina Park i KKL Park.

## Kultura
Jedną z najważniejszych instytucji kulturalnych działających w mieście jest Centrum Sztuki Apter Barrer, które świadczy różnorodne usługi edukacyjne i kulturalne dla mieszkańców Ma’alot-Tarszicha. Organizuje warsztaty, wystawy oraz przedstawienia teatralne i koncerty muzyczne. Główna biblioteka miejska znajduje się w Ma’alot. Kolekcja obejmuje ponad 45 tys. tytułów w różnych językach: hebrajskim, rosyjskim, hiszpańskim, angielskim i francuskim. Biblioteka posiada oddział w Tarszicha, w którym jest około 15 tys. tytułów głównie w języku arabskim.
Od 1991 roku w mieście odbywa się Festiwal Kamień w Galilei, podczas którego kamieniarze z różnych państw prezentują swoje rzeźby. Wszystkie prace są wykonywane w kamiennych blokach pochodzących z Galilei.

## Edukacja i nauka
W Ma’alot-Tarshiha znajduje się 7 szkół podstawowych i 4 szkoły średnie. Ze szkół można wymienić Savjonim, Atid, HaRiszonim, Arazim, Makif Ort, Ort, Be’er Chaim, Tarszicha i Makif Tarszicha, oraz szkoły religijne Netiv Me'ir i Jahalom (jedna dla chłopców, a druga dla dziewcząt). W 2010 roku uczyło się w nich 4,2 tys. uczniów, w tym 2,2 tys. w szkołach podstawowych. Średnia liczba uczniów w klasie wynosiła 25. W mieście znajduje się także konserwatorium muzyczne.

## Turystyka
Ze względu na swoje piękne położenie jest nazywane „Szwajcarią Galilei”. Szczególną tutejszą atrakcją turystyczną jest Agam Monfort. Położony wokół jeziora park zajmuje powierzchnię 350 ha. Wytyczono w nim alejki i zacienione miejsca wypoczynkowe. Oprócz jeziora i parku są tutaj liczne obiekty sportowe - lodowisko, tor kartingowy, siłownia, basen kąpielowy, park rozrywki, restauracje i camping. Wokół miasta wytyczono piesze i rowerowe szlaki turystyczne. W pobliżu jest położony rezerwat przyrody strumienia Keziw.

## Religia
W sierpniu 1975 roku w mieście powstała jesziwa Ma’alot Ja’akow.

## Sport i rekreacja
Miasto dysponuje dużym zapleczem obiektów sportowych: stadionów sportowych, boisk do piłki nożnej i koszykówki, sal sportowych, kortów tenisowych, basen pływacki oraz lodowisko. Z sekcji sportowych można wymienić szkołę szermierki, akrobatykę, gimnastykę kobiet, karate, szkołę piłki nożnej, szkołę koszykówki oraz szkołę siatkówki.
W styczniu 2008 roku miasto było gospodarzem Międzynarodowego Turnieju Szachowego, w którym główna nagroda wynosiła 20 tys. USD. W przeszłości miasto organizowało inne międzynarodowe wydarzenia, w tym międzynarodowy turniej szermierczy.

## Gospodarka
W zachodniej części miasta znajduje się strefa przemysłowa Ma’alot, w której zlokalizowanych jest około 70 zakładów produkcyjnych zatrudniających ogółem 7,3 tys. pracowników. Tutejsza przedsiębiorstwa specjalizują się w branżach elektrycznych, elektronicznych, metalowej, tworzyw sztucznych, medycznych, narzędzi precyzyjnych i spożywczej. W pobliżu miasta utworzono park przemysłowy Tefen Industrial Park, w którym działalność gospodarczą prowadzi ponad 60 różnych przedsiębiorstw.

## Transport
Przez środek miasta przebiega droga ekspresowa nr 89, którą jadąc na zachód dojeżdża się do miejscowości Mi’ilja, lub jadąc na wschód dojeżdża się do moszawu Hosen. Droga nr 854 prowadzi na południe do miejscowości Kefar Weradim, a droga nr 8833 prowadzi na południowy zachód do moszawu En Ja’akow.

## Osoby związane z miastem
- Yahel – producent muzyki trance i DJ-em urodzony w Ma’alot.
- Szelomo Bochbot – wieloletni burmistrz